# 鄧洪震
鄧洪震（1532年—），字鳴宇，廣西南宁府宣化縣軍籍，江西吉安府吉水縣人。明朝政治人物。

## 生平
嘉靖三十一年（1552年）壬子科廣西鄉試第一名舉人。嘉靖三十八年（1559年）己未科進士。隆慶初年，任兵部郎中，以地震上疏言事，得到穆宗採納。不久以疾歸。萬曆改元，督撫交章論薦，最終沒有起用。。

## 家族
曾祖鄧謙。祖父鄧承芳。父鄧昂，訓導。母田氏。具慶下。弟洪觀、洪範。